# 后巢乡
后巢乡，是中华人民共和国贵州省貴陽市南明区下辖的一个乡镇级行政单位。

## 行政区划
后巢乡下辖以下地区：
山水黔城社区、绿苑社区、太慈村、朝阳村、四方河村和后巢村。